# ほしのあき
ほしの あき（1977年〈昭和52年〉3月14日 - ）は、日本の女性タレント、女優、グラビアアイドル。本名、三浦 亜希（みうら あき）。東京都出身。エープラス所属。夫は騎手の三浦皇成。タレント活動を休止していたが、2023年に活動再開し、Instagramも開設している。1児の母。

## 来歴
東京都世田谷区若林出身。世田谷区立若林小学校、世田谷区立若林中学校、東京都立玉川高等学校（現・東京都立世田谷総合高等学校）卒業。
高校時代、ティーンズ雑誌『プチセブン』（小学館刊）の専属モデルだった友人のSHIHOに誘われ同誌専属モデルとなる。1994年、青年誌「ヤングアニマル」でグラビアデビュー。
事務所を移籍し、月に1回、ラジオ出演しながら3年ほど経過。テレビドラマの端役が多かった。P&G「クレアラシル」CMに出演。
2001年頃から本格的にグラビアの仕事を始める。2002年から2003年は、プロレス団体WEW（冬木弘道の設立）の月1興業のエンターテイメント部門の常連で、リング上でマイクを持ちレスラーを相手にコスプレ衣装で迫真の演技をしていた。
有料サイトも含め長らくグラビア系の仕事が活動の中心であったが、その中で「最年長グラビアアイドル」というキーワードを使い出し、2004年後半から急激に仕事が増えテレビのバラエティ番組出演も多くなる。
2006年、日本テレビ系「ドラマ・コンプレックス」内放送ドラマ『都立水商!』出演より、女優としては本名の「星野亜希」となり、バラエティやグラビアなどと名を使い分けている。（同年4月1日に放送されたTBS系『オールスター感謝祭'06超豪華!クイズ決定版』では、ドラマ『弁護士のくず』の主要キャストとしての出演だったため「星野亜希」名義で出演）。同年5月7日に横浜スタジアムのプロ野球・横浜ベイスターズ対阪神タイガース9回戦では「星野亜希」名義で始球式を務めた（スポーツ紙の報道では『ほしのあき』と『星野亜希』、『ほしのあき（女優名・星野亜希）』と各紙によって表記がまちまちだった）。また、2006FIFAワールドカップドイツ大会のパブリック・ビューイング記者発表会で日本代表を応援する「F組応援団」の団長として出演。
2007年4月2日から『笑っていいとも!』（フジテレビ）の月曜日レギュラー（2008年9月までの1年半出演）として出演していた。
2011年9月25日、JRA騎手の一回り年下の三浦皇成と結婚し、同年、三浦の誕生日である12月19日結婚式・披露宴を行なった。2012年4月12日に第一子となる女児を出産した。
2012年12月13日、自身のブログでステルスマーケティングを請け負っていたことを謝罪した。

## 人物
- 1978年生まれと1歳若く年齢詐称していたが、2006年から1977年生まれと公式プロフィールなどに掲載。これは同年発売の「フラッシュ エキサイティング」で報じられたこと、「最年長グラビアアイドル」として知名度が予想以上に増したこと、翌年30歳という節目を迎えるため、などが要因である。2007年3月に30歳を迎えながらも年齢を感じさせない童顔で、自ら『永遠の少女』と称し、「ロリエロ隊長」（「清純派ロリエロ隊長」とも）の異名を持つ。2003年に『H学園』（バウハウス）がリリースされた後は、「学園長」の異名も。ファンを「生徒」と称し、DVDの発売イベントなどの際は、時間の許す限り車座になって、彼らと語り合うのが常だった。
- 愛犬はトイプードル（ティーカッププードル）の「あずき」で、ほしののブログにも登場することがある。名前はほしのが小豆、餡ものが好物であることから。また、この「あずき」は深田恭子の愛犬「メロンパンナ」と姉妹（同じ父親）である[10]。あずきは2023年に16歳で亡くなった[11]。
- 巨乳アイドルの中でも抜きん出たプロ意識とエンターテイナー性を持ち、その姿勢は「プロ巨乳」と賞賛されることもある[12]。
- 東京生まれ東京育ちの関東人だが、プロ野球は阪神タイガースのファンで、理由は芸能界で仲の良い庄司智春（品川庄司）や河本準一（次長課長）が阪神ファンであるためだとしている。
- 本、漫画は読まないが、週刊誌、ファッション誌は読む。（ファッション誌『smart』2010年1月号より）

## エピソード
- P&G「クレアラシル」のCM終了後は鳴かず飛ばず状態に陥った。事務所の電話番をしていた時期もあり、自ら営業に回ったこともあった[13]。
- かつてはBカップだった胸が、1か月程度でFカップ（現在は公称Eカップ）に急激に成長したという。グラビアアイドルの仕事を始めた頃にバストサイズを測定した際、体形が細身でありアンダーバストが小さいため当時の実測値は78cmであったが、この数値で活動するのは困難との判断から、着用していたブラジャーのサイズ表示「F88」の数値を採用し、公称88cmとした[14]。
- 『プチセブン』の専属モデルを卒業する際に、その上年代の『CanCam』のファッションモデルを目指していたが、痩せているわりには胸が大きくなっていたこともあり、編集部のスタッフからビューティー系モデル（ヘアメイクやフェイスメイク専用のモデル）になることを打診されたために、ファッションモデルへの道を断念した。またその原因となった自らの胸の大きさに当時はコンプレックスを感じており嫌いだった[15]。
- 最初はグラビアの仕事がメインだったが、ほしのが表紙を飾っていた雑誌がコンビニに売られているところを目に留めたやしきたかじんが自身の番組である『たかじんONE MAN』に呼んだところ、トークなどで高評価を受ける。このことがきっかけで全国区でもバラエティ番組への出演が増えた。
- かつて「まだちゃんとした彼氏が出来たことがない」と話していたことがあった[16]。
- 2006年度ゴールデン・アロー賞「グラフ賞」を受賞。
- 2007年3月、30歳を迎える直前に運転免許を取得。
- オリコンが2007年夏に発表した『今年、一緒に海に行きたいグラビアアイドルランキング』で、安田美沙子、リア・ディゾンを抑えて総合第1位に選ばれた。
- 新潟総合テレビで放送されているスマイルスタジアムNSTの『競走馬命名プロジェクトIII』にて、自身が応募した「ハシッテホシーノ」が採用された。なお、「ハシッテホシーノ」は、デビュー2戦目となる2008年10月25日東京3Rの未勝利戦(芝2000m)で、松岡正海が騎乗して2分2秒1のタイムで初勝利を挙げたが、同馬の初陣となった前走（10月12日）の騎手は、後の夫となる三浦皇成だった。

## 趣味・特技
- 散歩、マッサージ通い、種無しブドウを喉に詰めて戻す（最高10粒）

## 出演

### バラエティ番組
過去の出演番組
- ウッチャンナンチャンのウリナリ!!（日本テレビ、終了） - 準レギュラー
- ばちこい!（瀬戸内海放送、終了） - レギュラー
- たかじんONE MAN（毎日放送 『ランキングまいど』のみ）
- 天才のパチスロ（フジテレビ721）
- 水着少女（2004年1月5日 - 2005年3月30日、テレビ東京）
- 農ドルちゃん（2004年4月 - 2004年9月、テレビ大阪） - レギュラー
- あきと由佳のIdol Park（2004年7月 - 2006年7月、エンタ!371） -レギュラー
- 最強メダル伝説（2004年8月 - 終了、サンテレビ） - 隔週レギュラー（大城美和とローテンション出演）
- ジャイケルマクソン（2005年4月 - 2010年12月、毎日放送）
- ヒロイン誕生!（2005年7月 - 2006年3月、テレビ大阪） - レギュラー
- ロンドンハーツ（2005年11月 - 2007年11月、テレビ朝日） - 準レギュラー
- ネプリーグ (2005年11月 - 2008年11月、フジテレビ）
- クイズ!ヘキサゴンII（2005年12月 - 2008年3月、(フジテレビ）
- プレミアの巣窟（2006年4月 - 2006年9月、フジテレビ） - レギュラー
- ぶっコギ!（2006年10月 - 2007年9月、日本テレビ） - レギュラー
- グラビアトークオーディション（2006年10月 - 2007年3月、フジテレビ） - レギュラー
- マニアの叫び（2007年1月 - 2007年3月、テレビ東京） - レギュラー
- 頑張る人応援バラエティ 体育の時間（2007年10月 - 2008年2月、テレビ朝日） - レギュラー
- 森田一義アワー 笑っていいとも!（2007年4月2日 - 2008年9月22日、フジテレビ） - 月曜レギュラー。2010年8月11日にもコーナーゲスト出演。
- 笑っていいとも!増刊号（2007年4月8日 - 2008年9月28日、フジテレビ） - レギュラー
- どうぶつ奇想天外!（2007年10月 - 2008年9月、TBS） - レギュラー
- みんなのケイバ（2008年1月 - 2009年12月、フジテレビ）
- みんなのウマ倶楽部（2008年1月 - 2009年12月、フジテレビ）
- M+Seg（2009年1月 - 2009年6月、朝日放送）
- 地頭クイズ ソクラテスの人事（2009年4月 - 2009年9月、NHK総合） - 司会
- ホンネの殿堂!!紳助にはわかるまいっ（2010年、フジテレビ）
- SMAP×SMAP「BISTRO SMAP」（2011年10月31日、関西テレビ・フジテレビ）
- 踊る!さんま御殿!!（2011年11月8日　日本テレビ）
- しゃべくり007（2011年12月26日、日本テレビ）
- はなまるマーケット　（2012年2月3日、TBS）
- 産地発!たべもの一直線（2010年9月19日 - 2012年3月、NHK総合）
- たかじん胸いっぱい（2009年4月 - 2012年8月、関西テレビ）レギュラー
- 世界一受けたい授業 （日本テレビ）
- 独占!女だらけの60分 レディGO!（2007年 、テレビ朝日）※特番 - レギュラー
- 幸せの黄色い仔犬（中京テレビ）

### テレビドラマ
- イタズラなKiss（1996年、テレビ朝日） - 琴子のclassmate 役
- オマタかおる （1997年、テレビ朝日）‐ ヒロインの同僚・百貨店店員 役
- 三姉妹探偵団（1998年、日本テレビ）
- 39歳の秋（1998年、TBS）
- 世にも奇妙な物語　2001年秋の特別編「ドラマティックシンドローム」 - 亮子 役
- 今夜ひとりのベッドで 第1話（2005年、TBS）
- 都立水商!（2006年、日本テレビ） - 秋葉萌 役
- 弁護士のくず（2006年、TBS） - 小俣夕花 役
- ドラゴンフライ（2006年、WOWOW） - リュウ 役
- ぼくだけの☆アイドル（2007年、テレビ東京） - 高鳥美千 役
- ごくせん 第3シリーズ（2008年、日本テレビ） - 鮎川さくら 役
- 夫婦道 第2シリーズ（第6回、2009年5月20日放送、TBS） - 千尋 役
- ヤマトナデシコ七変化 第1話 - 第3話（2010年1月、TBS） - まり 役

### 映画
- 催眠（1999年）※ 星野亜希 名義
- スペーストラベラーズ（2000年） - 海野ゆかり 役 ※ 星野亜紀 名義

ほしのあき名義
- ファイト☆ガールズ（2003年） - カコ 役
- けっこう仮面 RETURNS（2004年） - 高浜まゆみ 役
- けっこう仮面 SURPRISE（2004年） - 打田真弓 役
- クーガの城 女囚1316（2004年） - 主演・佐山ミサキ(女囚1316) 役
- カチコミ刑事 オンドリャー!大捜査線 心斎橋を封鎖せよ（2006年） - サラダ 役
- Wスティール（2006年）

星野亜希名義
- シュレック3（2007年） - シンデレラ 役（声）
- 劇場版 仮面ライダー電王 俺、誕生!（2007年） - 千姫 役
- 阿波DANCE（2007年） - 田丸さやか 役
- やじきた道中 てれすこ（2007年） - 花魁・おみち 役
- CASINO（2008年3月）
- CASINO2（2008年7月）
- ゲゲゲの鬼太郎 千年呪い歌（2008年） - 竹切り狸の女房 役
- ごくせん THE MOVIE（2009年） - 鮎川さくら 役

### WEB番組
- PS2専用ゲーム『シャドウハーツ・フロム・ザ・ニューワールド』 WEBスペシャルキャンペーン（2005年6月10日 - 7月1日） - OL、シャナイア 役

### モバイルサイト
- アイドルがイッパイ （アイパイ）

### CM
- P&G クレアラシル
- 不二家ペップル（森尾由美と共演）
- しんわ（九州など西日本を基盤とする消費者金融）
- セクシービーナス（松原梨沙と共演）
- 赤城乳業「ガツンとみかん」
- パワーエイド（コカ・コーラ）：平面のみ。なかやまきんに君と共演。
- アデランス：名前をもじった「ほしーの宣言」で知られる。
- ケイ・オプティコム（関西地区のみ）
- 平川商事・パチンコアロー（関西ローカル かつて司会をした「ヒロイン誕生」（テレビ大阪）のスポンサーでもあった）
- 奈良健康ランド（関西ローカル）
- BODYMAKER スリムシェイカー
- ライオン「new ban」
- 任天堂Wii専用ソフト マリオカートWii（池乃めだかと共演）
- オークネット オークネット.jp
- 花王 ヘルシアスパークリング
- アメーバピグ
- 三幸製菓「Wでほしぃ〜の!!」

## 作品

### イメージビデオ
| 発売日         | タイトル                                                 | 規格品番    | メーカー                     |
| -------------- | -------------------------------------------------------- | ----------- | ---------------------------- |
| 2002年8月25日  | I am…                                                    | IADV-1002   | アットマーク                 |
| 2003年2月28日  | Play H                                                   | VEPD-002    | ベガファクトリー             |
| 2003年8月4日   | カゲキH学園                                              | BHD18-40    | バウハウス                   |
| 2003年12月19日 | AAA〜triple a〜                                          | DAH-47      | アクアハウス                 |
| 2004年3月25日  | milk                                                     | FENF-1065   | フォーサイド・ドット・コム   |
| 2004年5月20日  | Darn-Tarn                                                | TSDV-11901  | 竹書房                       |
| 2004年8月5日   | 欲しいの…                                                | MURSD-3     | ソフト・オン・デマンド       |
| 2004年9月25日  | Se-女!B                                                  | DMSM-5759   | フォーサイド・ドット・コム   |
| 2004年10月27日 | 万華鏡                                                   | JMDV-062    | フォーサイド・ドット・コム   |
| 2004年11月25日 | Se-女!2                                                  | EFSC-1015   | イーネット・フロンティア     |
| 2005年1月19日  | STAR                                                     | PCBP-11354  | ポニーキャニオン             |
| 2005年4月21日  | Beach Angels ほしのあき in ハワイ                        | VPBF-15215  | バップ                       |
| 2005年5月20日  | ハニー☆エンジェル                                        | LCDV-20142  | ラインコミュニケーションズ   |
| 2005年8月26日  | with you                                                 | PPVJ-0002   | ペイ・パー・ビュー・ジャパン |
| 2005年9月23日  | I Wish You Love                                          | ARG-0022    | アルゴノーツ                 |
| 2005年12月1日  | 月刊 ほしのあき                                          | JENF-1019   | イーネット・フロンティア     |
| 2006年1月27日  | Portfolio                                                | VIBY-5019   | ビクターエンタテインメント   |
| 2006年4月26日  | 検査入院                                                 | LPDD-1023   | リバプール                   |
| 2006年5月25日  | AKI-TIME                                                 | FDGD-0108   | フォーサイド・ドット・コム   |
| 2006年7月27日  | はじめのあ～き！私…跳んじゃいました                      | ORS-3020    | アットマーク                 |
| 2006年7月28日  | ほしの万博 HOSHINO EXPO                                  | LPFD-27     | リバプール                   |
| 2006年8月18日  | 月刊 ほしのあき スペシャル                               | JENF-1021   | イーネット・フロンティア     |
| 2006年9月27日  | 南国トラブルランデブー〜ファインダーラブ メモリアルDVD〜 | CPBA-10023  | カプコン                     |
| 2006年10月20日 | 恋人ごっこ                                               | TSDV-41083  | 竹書房                       |
| 2006年11月30日 | TuTu                                                     | PCBE-52445  | ポニーキャニオン             |
| 2007年1月24日  | ダブ☆ホシ                                                | SSBX-2154   | 学習研究社                   |
| 2007年3月25日  | プレミアDVD-BOX                                          | DMSM-7115   | リバプール                   |
| 2007年5月25日  | プレゼント                                               | GRD-0027    | ガールズレコード             |
| 2007年6月29日  | コラボレーションBOX Stella                               | SAID-0030   | さくら堂                     |
| 2007年9月25日  | Sweet 30th dream                                         | GBHL-006    | ゴマブックス                 |
| 2007年11月28日 | 月刊 ほしのあきIII                                       | JENF-1026   | イーネット・フロンティア     |
| 2008年1月25日  | ほしのツアーズ                                           | FDKD-0002   | フォーサイド・ドット・コム   |
| 2008年3月25日  | SNEAKER LOVER                                            | GBIL-0810   | ゴマブックス                 |
| 2008年4月25日  | 24着水着〜水着は地球を救う〜                             | LPDD-1037   | リバプール                   |
| 2008年4月25日  | ほしのあきクローン!!                                     | HOSHINO-DVD | 学習研究社                   |
| 2008年6月25日  | ゆめかなBest10                                           | LPDD-1046   | リバプール                   |
| 2008年9月20日  | fantasia                                                 | LCDV-40332  | ラインコミュニケーションズ   |
| 2009年2月25日  | Naked Eye ORIGIN                                         | GBIL-0849   | ゴマブックス                 |
| 2009年5月27日  | 変身〜えすのあきの半生〜                                 | LPDD-1055   | リバプール                   |
| 2009年9月25日  | 初恋                                                     | LPFD-190    | リバプール                   |
| 2010年6月23日  | 新婚ロマンス                                             | LPDD-1062   | リバプール                   |
| 2010年9月16日  | あの頃…のあき                                            | ORS-3033    | オルスタックピクチャーズ     |
| 2010年9月24日  | 重罪判決                                                 | LPFD-214    | リバプール                   |
| 2011年1月20日  | Special DVD BOX                                          | LCDV-90050  | ラインコミュニケーションズ   |

### シングル
- にゃぁあ!（2005年9月21日発売）デビュー曲
  - 2009年7月9日放送『おもいッきりDON!』にて、ほしの自身音痴であるため、まともな部分を編集で切り貼りした曲、と明かしている。
- Very Merry X'mas/Kiss and hugs（磯山さやか、佐藤寛子と組んだユニット『マシュマロ・キッス』というユニット名で。2005年12月7日発売）

### ゲーム
- ファインダーラブ ほしのあき 南国トラブル ランデブー（2006年6月29日発売）
- CRほしのあきの胸キュンパラダイス（2007年、大一商会）

## 書籍

### 写真集
星野亜希 名義
- tomorrow（1999年2月、ぶんか社、撮影：郡司大地）ISBN 4821122626

ほしのあき 名義
- H学園（2003年7月、バウハウス、撮影：堂野一圭）ISBN 4-8946-1948-2
- An Adult Aki（2003年12月、アクアハウス、撮影：山岸伸）ISBN 4-8604-6073-1
- DarnTarn（2004年5月20日、竹書房、撮影：上野勇）ISBN 4-8124-1647-7
- H（2005年2月10日、集英社、撮影：上野勇）ISBN 4-0878-0404-6
- 月刊 ほしのあき(一人一冊ビジュアルシリーズ)（2005年7月11日、新潮社、撮影：谷口尋彦）ISBN 4-1079-0145-9
- 秘桃（2005年11月26日、ワニブックス、撮影：橋本雅司）ISBN 4-8470-2899-6
- 月刊ほしのあき Special(SHINCHO MOOK 79)（2006年7月6日、新潮社、撮影：ベン・ウエストウッド）ISBN 4107901610
- EYE-CANDY(サブラDVDムック)（2006年10月、小学館、撮影：野村誠一）ISBN 978-4091030504
- アイ・キャンディー(ネット版写真集『EYE-CANDY』)（2006年10月、小学館）
- ダブ・ハピ DOUBLE HAPPINESS（2006年12月、学習研究社、撮影：西條彰仁）ISBN 4054032001
- 「ほしのあき」2002-2007―超A級保存版 (SUN MAGAZINE MOOK)（2007年5月、マガジン・マガジン）ISBN 4896446321
- 月刊ほしのあき 3(SHINCHO MOOK 93)（2007年8月、新潮社、撮影：石田東）ISBN 4107901769
- SNEAKER LOVER（2008年2月1日、ゴマブックス、撮影：米原康正）ISBN 4777108643
- ほしのあきクローン(Gakken Mook)（2008年4月、学研マーケティング、撮影：眞継敏明、西條彰仁）ISBN 978-4-05-605152-0
- LOST ANGEL(サブラDVDムック)（2008年7月、小学館、撮影：野村誠一）ISBN 978-4-09-103062-7
- ORIGIN（2009年1月30日、ゴマブックス、撮影：小塚毅之）ISBN 978-4-7771-1238-8
- ほしのあき&あずき ペア PHOTO BOOK （2009年7月1日、ゴマブックス、撮影：明賀誠）ISBN 978-4-7771-1451-1
- A（2010年1月15日、ワニブックス、撮影：西田幸樹）ISBN 978-4-8470-4246-1

### ムック
- スポエロ七輪(Bamboo Mook)（2004年7月、竹書房）ISBN 4812417244
- HOSHINO MADE（2007年4月、ソニーマガジンズ）ISBN 4789730751
- ほしのボディ。(FYTTEハッピーボディBOOK)（2010年4月、学研パブリッシング）ISBN 978-4-05-404485-2
- ほしのビューティ(美人開花シリーズ)（2010年11月27日、ワニブックス）ISBN 978-4847019531
- ほしのあきのMy Happy Story(美人開花シリーズ)（2011年12月19日、ワニブックス）ISBN 978-4847090424
- ほしのボディ。HYPER!(FYTTEハッピーボディBOOK)（2012年9月25日、学研パブリッシング）ISBN 978-4054054967

## 友人の女性タレント
- 若槻千夏
- 安田美沙子
- 夏川純
- 熊田曜子
- 安めぐみ
- 大原かおり
- 仲間由紀恵
- 押切もえ

- MEGUMI
- 山本梓
- 根本はるみ
- 熊切あさ美
- 森下千里
- 深田恭子
- 小倉優子
- 松金ようこ